# Phuphena tura
Phuphena tura är en fjärilsart som beskrevs av Druce 1889. Phuphena tura ingår i släktet Phuphena och familjen nattflyn. Inga underarter finns listade i Catalogue of Life.